# Уэст-Форк (город)
Уэст-Форк (англ. West Fork) — город, расположенный в округе Вашингтон (штат Арканзас, США) с населением в 2042 человека по статистическим данным переписи 2000 года.

## География
По данным Бюро переписи населения США город Уэст-Форк имеет общую площадь в 8,55 квадратных километров, водных ресурсов в черте населённого пункта не имеется.
Город Уэст-Форк расположен на высоте 409 метров над уровнем моря.

## Демография
По данным переписи населения 2000 года в Уэст-Форке проживало 2042 человека, 600 семей, насчитывалось 750 домашних хозяйств и 800 жилых домов. Средняя плотность населения составляла около 237 человека на один квадратный километр. Расовый состав Вест-Форка по данным переписи распределился следующим образом: 94,56 % белых, 0,44 % — чёрных или афроамериканцев, 0,93 % — коренных американцев, 0,54 % — азиатов, 1,81 % — представителей смешанных рас, 1,71 % — других народностей. Испаноговорящие составили 3,13 % от всех жителей города.
Из 750 домашних хозяйств в 41,2 % — воспитывали детей в возрасте до 18 лет, 63,3 % представляли собой совместно проживающие супружеские пары, в 12,1 % семей женщины проживали без мужей, 19,9 % не имели семей. 16,4 % от общего числа семей на момент переписи жили самостоятельно, при этом 7,6 % составили одинокие пожилые люди в возрасте 65 лет и старше. Средний размер домашнего хозяйства составил 2,72 человек, а средний размер семьи — 3,04 человек.
Население города по возрастному диапазону по данным переписи 2000 года распределилось следующим образом: 30,0 % — жители младше 18 лет, 8,1 % — между 18 и 24 годами, 30,2 % — от 25 до 44 лет, 21,8 % — от 45 до 64 лет и 9,8 % — в возрасте 65 лет и старше. Средний возраст жителей составил 33 года. На каждые 100 женщин в Уэст-Форке приходилось 96,9 мужчин, при этом на каждые сто женщин 18 лет и старше приходилось 92,1 мужчин также старше 18 лет.
Средний доход на одно домашнее хозяйство в городе составил 37 356 долларов США, а средний доход на одну семью — 41 818 долларов. При этом мужчины имели средний доход в 30 037 долларов США в год против 24 091 доллар среднегодового дохода у женщин. Доход на душу населения в городе составил 14 976 долларов в год. 11,6 % от всего числа семей в округе и 13,8 % от всей численности населения находилось на момент переписи населения за чертой бедности, при этом 18,3 % из них были моложе 18 лет и 14,7 % — в возрасте 65 лет и старше.